# Írán na Letních olympijských hrách 1948
Írán na Letních olympijských hrách 1948 v Londýně reprezentovalo 36 sportovců v 5 sportech.

## Medailisté
| Medaile | Jméno          | Sport    | Disciplína                |
| ------- | -------------- | -------- | ------------------------- |
| Bronz   | Jafar Salmassi | Vzpírání | muži pérová váha do 60 kg |